# Rosa Bordas

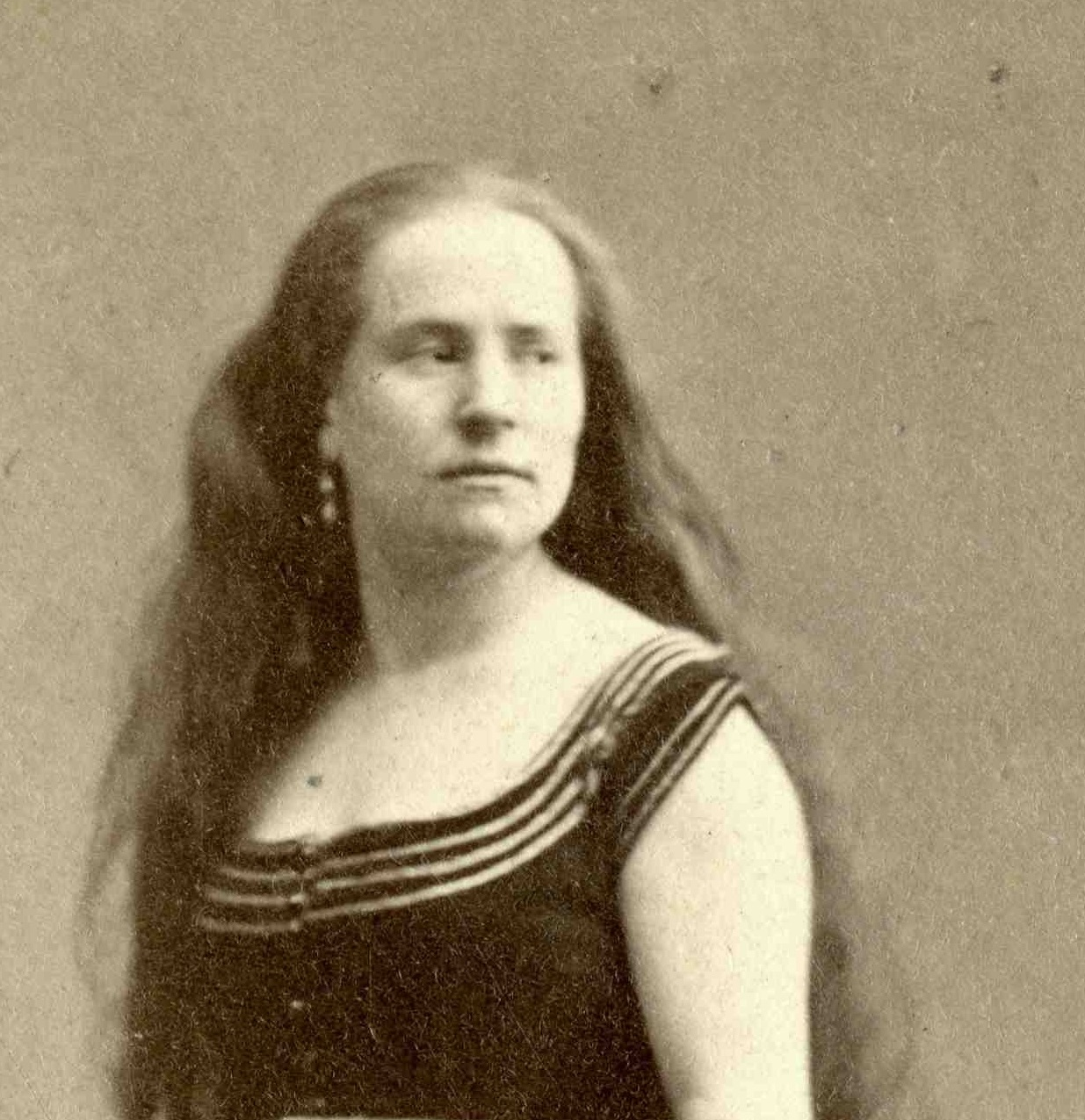
Rosa Bordas (1870)

Rosa Bordas (* 26. Februar 1840 in Monteux; † 31. Mai 1901) war eine französische Sängerin.

## Leben
Rosa Bordas war eine beim Volk beliebte Sängerin deren schöne Stimme im Kontra-Alt zunächst im Chor aufgefallen war. 1858 heiratete sie den aus ihrer Region stammenden Cafébesitzer Martin und trat danach in Cafés verschiedener Städte Südfrankreichs auf. 1869 ergab sich ein Auftritt beim Concert Parisien, 1870 im Châtelet. Den Gegnern des Empire gefiel die demokratische Richtung ihres volkstümlichen Repertoires und die Hauptstadt staunte über ihre Stimme. Als im Jahr 1871 der Bürgerkrieg zwischen der Commune und den Unterstützern der Regierung Thiers ausgebrochen war, organisierte am 18. und 20. Mai ein alter Metzgersgehilfe namens Bénot zugunsten der Waisen der Kommune Benefizkonzerte im Tuilerien-Palast, deren Star Rosa Bordas war. In Erinnerung blieb der Refrain eines ihrer Chansons:
C'est la canaille
Eh bien, j'en suis!
(„Das ist der Schuft / Nun, ich bin dabei“)
L'Ame de la Pologne und L'Invasion waren daneben ihre größten Erfolge. Ihre Texte trugen in dieser Zeit vorwiegend den esprit de revanche und drehten sich um humanitäre Träumereien. Bei ihrem Tod war sie in Vergessenheit geraten.